# Шенау (Оденвальд)
Шенау (нім. Schönau) — місто в Німеччині, знаходиться в землі Баден-Вюртемберг. Підпорядковується адміністративному округу Карлсруе. Входить до складу району Рейн-Неккар.
Площа — 22,49 км2. Населення становить 4427 ос. (станом на 31 грудня 2020).